# ロースハム

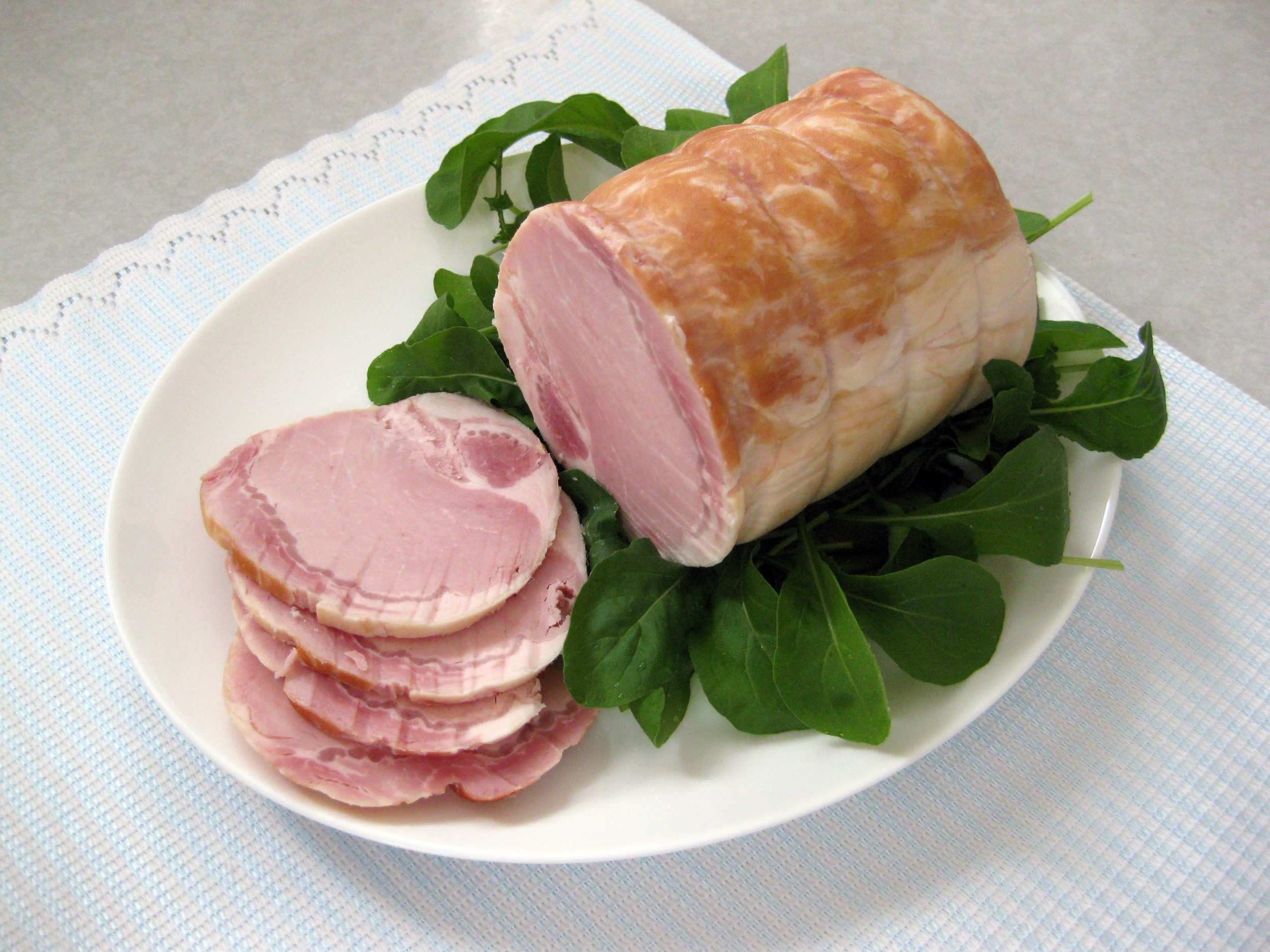
ロースハム断面

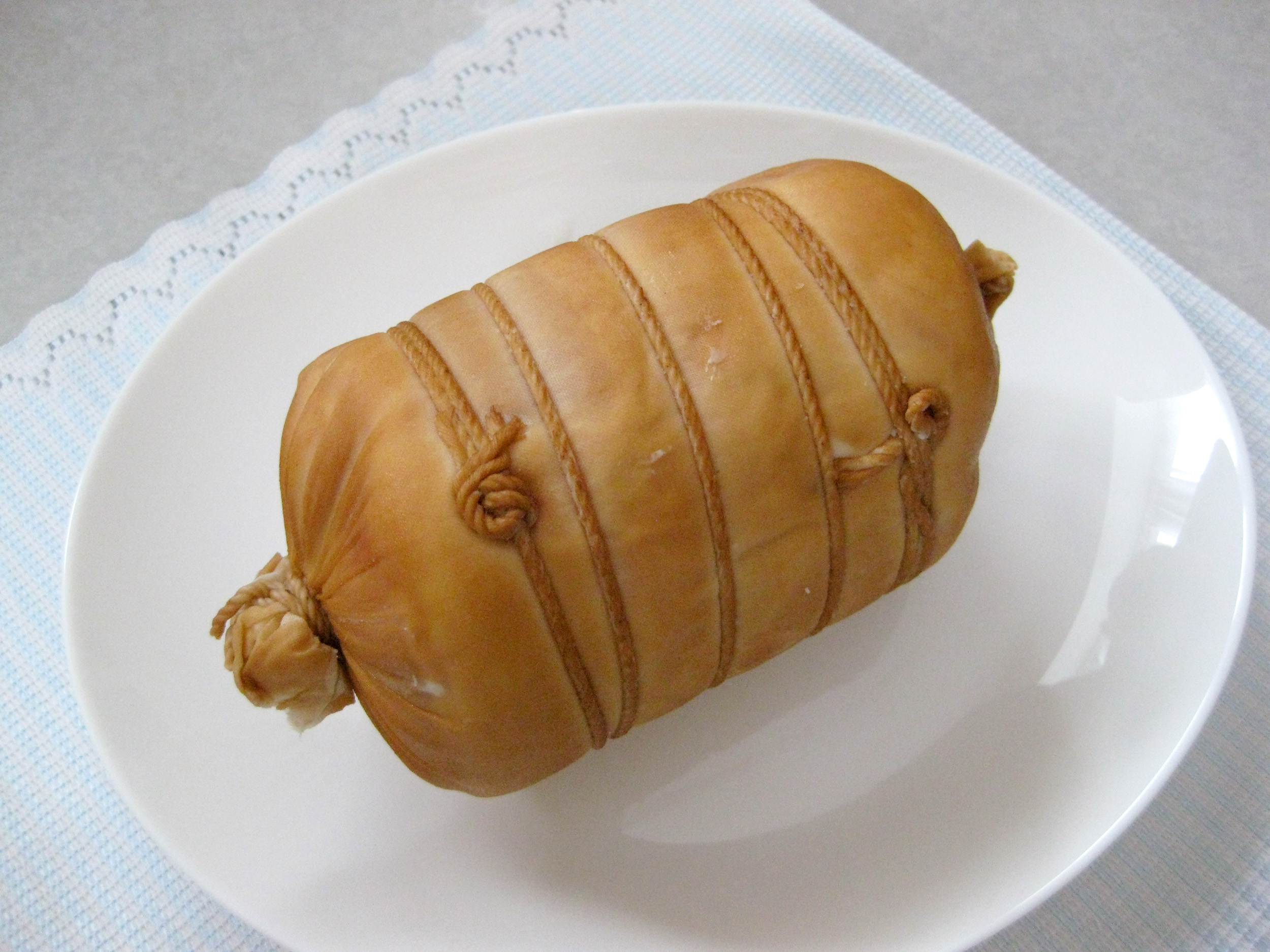
さらし布とたこ糸で包まれた状態の完成品

ロースハム（loin ham）は、豚のロース肉を使用したハム。ドイツ人捕虜として日本で食肉加工業に従事していたアウグスト・ローマイヤーによって1921年（大正10年）に発明されて以降、広く浸透した加工食品である。現代の日本では、1970年代以前に主流となっていたプレスハムに取って代わって、ハムと言えばロースハムを指すようになっている。

## 歴史と背景
ロースハムは第一次世界大戦後の日本の経済事情と食生活が生んだ日本固有の加工食品である。日本に於ける食肉加工品は江戸前期に中国から琉球を経て薩摩へ伝わった火腿(ほうとい)があるが、一般には1872年（明治5年）に長崎県の片岡伊右衛門がペンスニというアメリカ人に製法を師事して作成したものや、鎌倉ハムの発祥としてイギリス人ウィリアム・カーティスが1874年（明治7年）ごろに鎌倉郡川上村で製造したものを嚆矢とする。
食肉加工担当として帝国ホテルで従事していたローマイヤーは、自作したソーセージが日本人の評判を得たことに自信をつけ、1921年（大正10年）に29歳で帝国ホテルを退社、資生堂の福原信三、シュミット商会などから出資援助を受けて合資会社ローマイヤー・ソーセージ製作所を設立した。ローマイヤーは安価で日本人の口に合う洋風ハムの研究と製作にとりかかり、同年、ハム・ソーセージ用としては使い道がなく、仕方なくローマイヤの品川工場にほど近い横浜中華街に食材として提供していた背肉とロース肉に目を向け、これを用いたボイルドハムを作り出した。
安価な値段と、日本人好みのさっぱりとした味から取引先を着実に増やすことに成功し、日本のハムとして広く浸透していった。大多摩ハムの創業者であり、日本においてロースハムの普及に貢献した小林栄次は、ローマイヤーによるロースハムの出現を指し「日本食肉業界の大きな革命であった」と評している。

## 製法
ロースハムの一般的な製法を以下に記す。
1. ロース肉部位を適当な大きさに切り、バラ肉とロース肉に切り分ける[10]。バラ肉部分はベーコンとなる。
2. 整形した肉を並べ、砂糖を肉面全体に振りかけ、肉に擦り込む[11]。
3. 塩、コショウ、シナモン、ナツメグなどを混ぜ合わせたものを同様に肉に擦り込む[11]。
4. みじん切りにしたタマネギ、ニンニク、ショウガを肉に塗す[11]。
5. ビニール袋に入れた後に日本酒、みりんを注ぎ、密閉して冷蔵庫で3日から7日漬け込む[11]。
6. 肉表面の調味料をこそぎ落し、浸透性セロファンを巻き、タコ糸でらせん状に縛る[12]。
7. 乾燥・燻製・加熱作業を実施する[13][14]。